# Minnetonka, Minnesota
Minnetonka, Minnesota là một thành phố nằm ở quận Hennepin thuộc tiểu bang Minnesota, Hoa Kỳ. Nó nằm cách Minneapolis 13 km về phía đông. Thành phố có diện tích 73,1  km² với diện tích mặt nước là 1,1  km², dân số theo ước tính năm 2009 của Cục điều tra dân số Hoa Kỳ là 51.451 người.

## Thông tin nhân khẩu
Theo điều tra dân số 2 năm 2000, thành phố đã có 51.301 người, 21.393 hộ gia đình, và 14.097 gia đình sống trong thành phố. Mật độ dân số là 1,893.0 người trên một dặm vuông (729.7/km ²). Có 22.228 đơn vị nhà ở với mật độ trung bình là 818,9 trên một dặm vuông (316.2/km ²). Cơ cấu chủng tộc của thành phố là 94,40% người da trắng, 1.50% người Mỹ gốc Phi, 0,20% người Mỹ bản xứ, 2,29% châu Á, Thái Bình Dương 0,03%, 0,57% từ các chủng tộc khác, và 1,03% từ hai hoặc nhiều chủng tộc. Hispanic hay Latino thuộc một chủng tộc nào được 1,28% dân số. 24,7% là của Đức, Na Uy 13,8%, Ailen 9,1%, 8,2% và 6,7% của Thụy Điển gốc tiếng Anh theo điều tra dân số năm 2000.
Có 21.393 hộ, trong đó 29,1% có trẻ em dưới 18 tuổi sống chung với họ, 56,6% là đôi vợ chồng sống với nhau, 6,8% có nữ hộ và không có chồng, và 34,1% không lập gia đình. 27,3% của tất cả các hộ gia đình được làm bởi những cá nhân duy nhất và 9,3% có người sống một mình 65 tuổi hoặc lớn tuổi hơn. Cỡ hộ trung bình là 2,37 và cỡ gia đình trung bình là 2,92.
Dân số thành phố đã được trải ra với 23,1% ở độ tuổi dưới 18, 6,0% 18-24, 28,5% 25-44, 28,4% 45-64, và 14,0% từ 65 tuổi trở lên người. Độ tuổi trung bình là 41 năm. Đối với mỗi 100 nữ có 91,8 nam giới. Đối với mỗi 100 nữ 18 tuổi trở lên, có 88,7 nam giới.
Theo điều tra dân số Hoa Kỳ năm 2000, thu nhập trung bình cho một hộ gia đình trong thành phố là 83.437 $.